# Pottsiella erecta
Pottsiella erecta is een mosdiertjessoort uit de familie van de Pottsiellidae. De wetenschappelijke naam van de soort is, als Paludicella erecta, voor het eerst geldig gepubliceerd in 1884 door Potts.